# Karol Szafranek

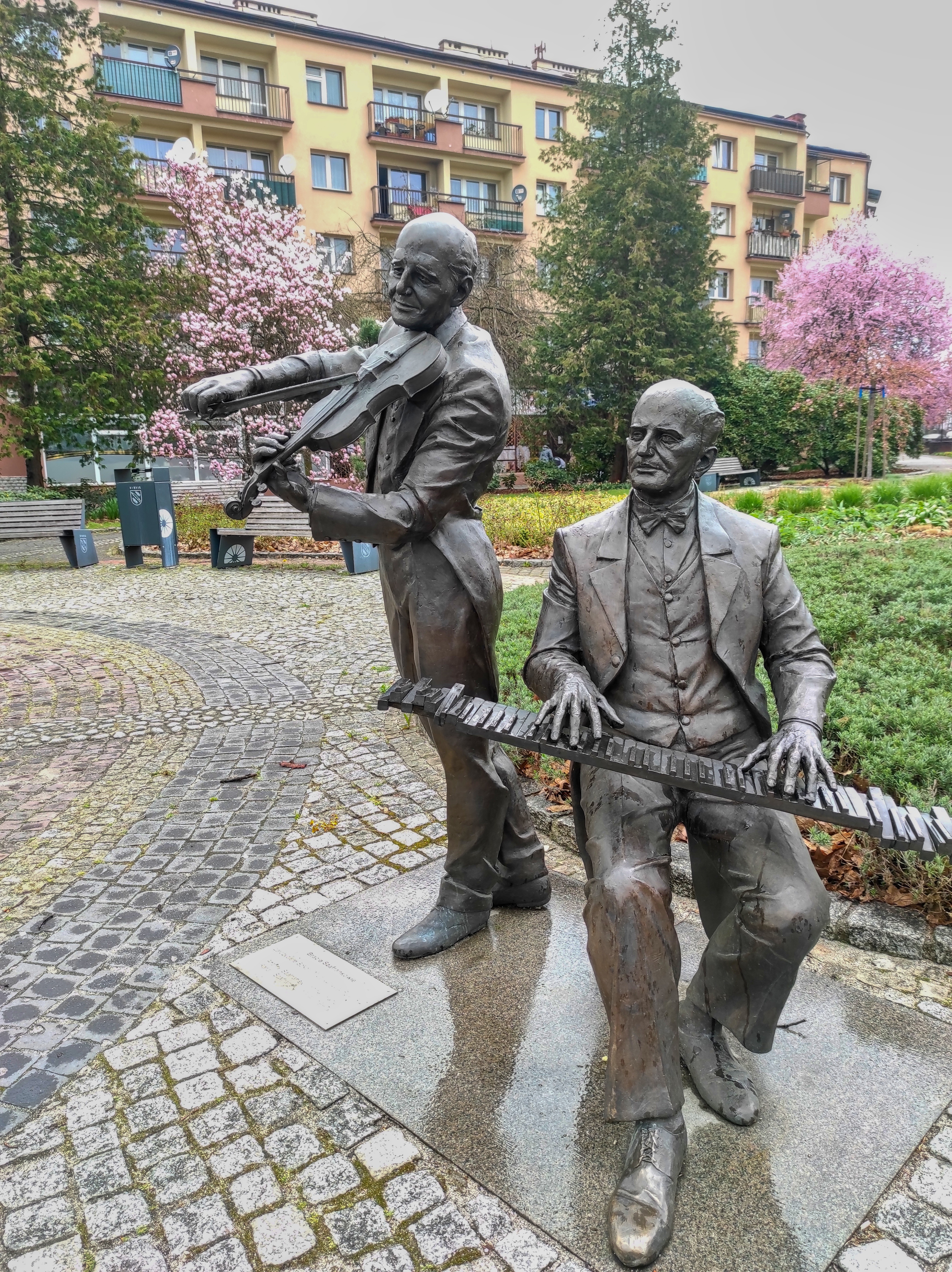
Pomnik Braci Szafranków w Rybniku, po lewej Antoni Szafranek, po prawej Karol Szafranek

Karol Szafranek (ur. 14 grudnia 1904, zm. 29 lipca 1997) – polski pianista i pedagog, organizator szkolnictwa muzycznego.

## Życiorys
W latach 1918–1920 studiował grę na fortepianie w Konserwatorium w Essen u prof. Alfreda Patziga, a następnie w latach 1921–1926 w Konserwatorium w Poznaniu w klasie fortepianu Zygmunta Lisickiego. Uczyli go także Władysław Raczkowski oraz Stanisław Wiechowicz. Przez rok kształcił się w paryskiej Schola Cantorum pod kierunkiem Paula Brande. W 1928 roku rozpoczął studia w Państwowej Wyższej Szkole Muzycznej w Berlinie, które ukończył w 1932 roku. W Berlinie jego pedagogami byli Leonid Kreutzer, George Schell, Paul Hindemith i Curt Sachs. W Polsce kształcił się u Egona Petriego.
W roku 1933, wraz z bratem Antonim, założył Szkołę Muzyczną w Rybniku, która dziś nosi imiona założycieli, a której dyrektorem był do roku 1970. Został odznaczony Krzyżem Kawalerskim Orderu Odrodzenia Polski (1973), Złotym Krzyżem Zasługi (1958) oraz odznaką Zasłużonego Działacza Kultury (1971). Zmarł 29 lipca 1997 roku. Został pochowany na Centralnym Cmentarzu Komunalnym w Katowicach (sek. 12, rz. 4, g. 19).
Wśród uczniów Karola Szafranka znaleźli się Lidia Grychtołówna, Adam Makowicz, Piotr Paleczny, Maria Warchoł-Sobiesiak i Stefan Kutrzeba. Oprócz Państwowej Szkoły Muzycznej I i II st. imię Szafranków nosi także Filharmonia Rybnicka.
W 2018 bracia Karol i Antoni Szafranek zostali upamiętnieni pomnikiem w Rybniku.